# Antiguo Palacio de Justicia del Condado de Nueva York
El Antiguo Palacio de Justicia del Condado de Nueva York (en inglés: Old New York County Courthouse o conocido como Tweed Courthouse) fue el Palacio de Justicia del condado, y ahora alberga el Departamento de Educación de la Ciudad de Nueva York. Está ubicado en Manhattan, Nueva York (Estados Unidos). Se encuentra inscrito como un Hito Histórico Nacional en el Registro Nacional de Lugares Históricos desde el 25 de septiembre de 1974.  John Kellum y Leopold Eidlitz fueron sus arquitectos.